# Galeria Vanguardia
Galeria Vanguardia es una galería de arte contemporáneo española ubicada en el País Vasco en la ciudad de Bilbao. La fundó en 1984, su directora Petra Pérez Marzo. Bajo su dirección y desde su apertura centra su actividad expositiva en  la difusión y comercialización del arte contemporáneo y las nuevas tendencias.

## Trayectoria
Ubicada en el centro de Bilbao en la calle Alameda de Mazarredo 19, a pocos metros del Museo de Bellas Artes de Bilbao y  del Museo Gugenheim. En su programación ha prestado gran importancia a la promoción del arte generado con nuevas tecnologías, complementando las exposiciones con actividades paralelas como soporte y difusión de las propuestas de los artistas.
Se han realizado exposiciones de artistas tanto noveles como históricos, prestando relevancia a los artistas vascos.

## Artistas
Son numerosos los artistas representados, prestando especial atención a los artistas vascos algunos como Esther Ferrer, Begoña Zubero, Mabi Revuelta, Pilar Soberón, José Ramón Morquillas, Txuspo Poyo, Marisa González, Txaro Arrazola, Javier Pérez, Begoña Usaola y nacionales entre otros  Cristina Lucas, Isabel Garay, Carlos León, Joan Fontcuberta, Fernando Sinaga, Elena Asins, internacionales como la israelita Aya Eliav, el argentino Jaime Davidovich,  el alemán  Oliver Oefelein etc. 

## Exposiciones

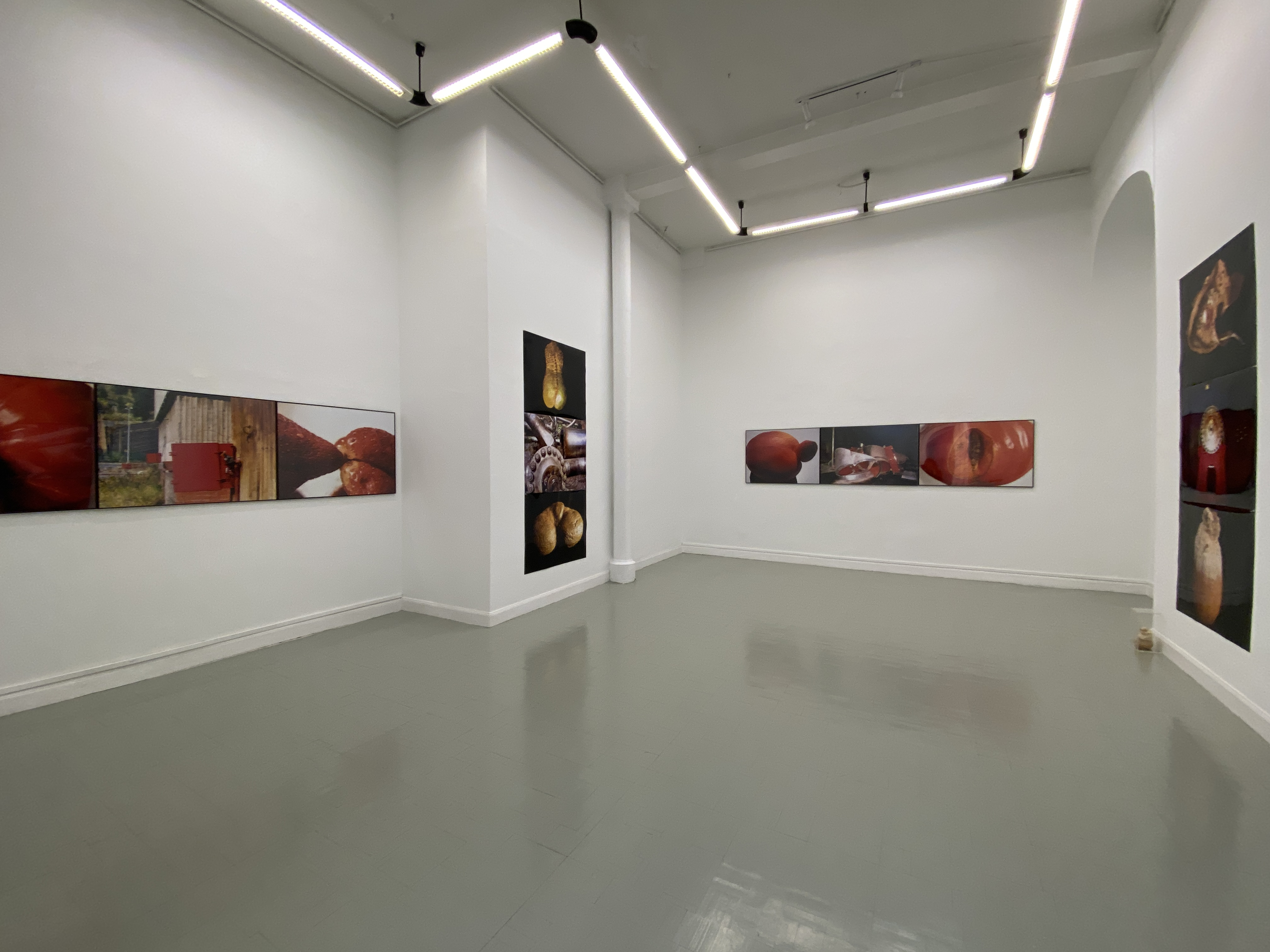
Galería Vanguardia de Bilbao con la exposición Cuerpos confrontados de Marisa González en marzo de 2023

Se programan una media de 6/7 exposiciones individuales anuales, tanto de artistas españoles como extranjeros. En el año 2023 exhibió en la galería la obra de la artista de Tel Avid residente en Barcelona, Eliav, Aya, con el título Subspaces.  Posteriormente la exposición de la artista bilbaína Marisa González con el título Cuerpos confrontados.  

## Ferias
Desde 1990 ha asistido con regularidad a  Ferias Internacionales como Colonia, Art Forum Berlín, Art Brussels, FIAC Paris, Arte Lisboa, Loop Barcelona, además de la feria internacional de arte contemporáneo Arco en la que ha participado anualmente desde 1986 hasta el 2012.  